# International Classification of Nursing Practice
Die International Classification of Nursing Practice (ICNP, dt. Internationale Klassifikation für die Pflegepraxis) ist ein pflegewissenschaftliches Ordnungssystem und enthält eine Referenzterminologie zur Erfassung von Pflegediagnosen (Pflegephänomenen), Pflegemaßnahmen und Pflegeresultaten. ICNP wurde vom International Council of Nurses (ICN) entwickelt.

## Geschichte
Als Ausgangspunkt für die Konzeptionierung des ICNP gilt das 19. Vier-Jahres-Treffen des International Council of Nurses (ICN) in Seoul im Jahre 1989, bei der die Teilnehmer über das Unvermögen der professionell Pflegenden diskutierten, ihren konkreten Beitrag zum Gesundheitswesen zu kommunizieren. Daraufhin wurde der Beschluss gefasst, eine Pflegeklassifikation zur Beschreibung der Pflegepraxis zu entwickeln.
Im Rahmen eines Pilotprojektes (1992) nahm ein Forschungs- und Entwicklungsteam die Arbeit auf. Erste Ergebnisse wurden in Form einer vorläufigen Fassung, der Alpha-Version, zusammengetragen und veröffentlicht (1996). Diese wurde drei Jahre später zur ICNP-Beta 2 erweitert. Seit 2005 liegt die Klassifikation als ICNP® Version 1.0 vor. 
Die deutschsprachige Ausgabe wird seit Mitte der 1990er Jahre von einer eigens gegründeten Nutzergruppe erstellt. Diese wurde 2003 als erste Nutzergruppe überhaupt als Forschungs- und Entwicklungszentrum vom ICN akkreditiert.

## Ziele
Ziel des ICNP ist es pflegerische Praxis zu beschreiben und diese zu dokumentieren, eine einheitliche und international vergleichbare Sprache zu schaffen und Daten (Statistiken) zu erheben um eine internationale Vergleichbarkeit u. a. der Effektivität der Pflegehandlungen herzustellen.

## Umfang und Aufbau
Die ICNP (aktuelle Version 1.0) wird in 7 Achsen unterteilt:
Client (Klient), Focus (Fokus), Judgement (Beurteilung), Means (Mittel), Action (Handlung), Time (Zeit), Location (Ort)

## Ausbildung
Mit der Novellierung des Krankenpflegegesetzes und der dazugehörigen Ausbildungs- und Prüfungsverordnung erteilte das Hessische Sozialministerium einer Expertengruppe den Auftrag, einen neuen Rahmenlehrplan für die Ausbildung in der Gesundheits- und Krankenpflege bzw. Gesundheits- und Kinderkrankenpflege zu konzeptionieren. Der inzwischen vorliegende Entwurf nutzt die Beschreibungsstruktur der Pflegephänomene des ICNP zur Gestaltung zweier wesentlichen Themenbereiche ("Pflegesituation bei Menschen aller Altersgruppen erkennen, erfassen und bewerten" und "Pflegemaßnahmen auswählen, durchführen und auswerten").

## Weitere Pflegeterminologiesysteme
- Clinical Care Classification (CCC)
- European Nursing Care Pathways (ENP)
- Home Health Care Classification
- North American Nursing Diagnosis Association International (NANDA-I)
- Nursing Interventions Classification
- Nursing Outcomes Classification
- Praxisorientierte Pflegediagnostik